# Bashkia e Ersekës
Bashkia e Ersekës är en kommun i Albanien. Den ligger i prefekturen Qarku i Korçës, i den sydöstra delen av landet, 130 kilometer sydost om huvudstaden Tirana.
Omgivningarna runt Bashkia e Ersekës är en mosaik av jordbruksmark och naturlig växtlighet. Runt Bashkia e Ersekës är det mycket glesbefolkat, med 4 invånare per kvadratkilometer.